# 가시와 히데키 (스포츠라이터)
가시와 히데키(柏 英樹, 1942년~)는 도쿄도 출신의 스포츠 언론인이다.